# Melanie Hill
Melanie Jane Hill (* 11. Januar 1962 in Sunderland, County Durham) ist eine englische Schauspielerin.

## Schauspielkarriere
Hill wurde an der Monkwearmouth School und der Royal Academy of Dramatic Art in London ausgebildet. Dort gewann sie auch den Vanbrugh award.

## Privatleben
Hill ist die Tochter von Anthony und Sylvia (geborene Pratt) Hill und wuchs in Sunderland auf. Zwischen 1990 und 1997 war sie mit dem englischen Schauspieler Sean Bean verheiratet. Sie haben zwei gemeinsame Töchter. Seit 2017 ist sie mit dem Schriftsteller und Produzenten Jimmy Daly verheiratet.

## Filmografie (Auswahl)
| Jahr      | Titel                                       | Rolle                      |
| --------- | ------------------------------------------- | -------------------------- |
| 1984      | Juliet Bravo                                | Jean Simpson               |
| 1986      | Auf Wiedersehen, Pet                        | Hazel Redfern              |
| 1989      | Screenplay                                  | Pauline                    |
| 1989      | Boon                                        | Susan                      |
| 1989      | The Bill                                    | Polly Beacher              |
| 1989–1991 | Bread                                       | Aveline Boswell            |
| 1992      | Spender                                     | Sue Styles                 |
| 1993      | Casualty                                    | Janice Hutchins            |
| 1993      | The Bill                                    | Lynda Chambers             |
| 1993      | The Hawk                                    | Norma                      |
| 1994      | Shopping                                    | Sarah                      |
| 1994      | Cardiac Arrest                              | Sister Pamela Lockley      |
| 1994      | Finney                                      | Lena                       |
| 1994      | Crocodile Shoes                             | Emma Shepperd              |
| 1995      | Performance                                 | Laura                      |
| 1995      | Circles of Deceit                           | Angie Norman               |
| 1996      | Cruel Train                                 | Phyllis Pratt              |
| 1996      | Immer wieder samstags (When Saturday Comes) | Mary Muir                  |
| 1996      | Brassed Off – Mit Pauken und Trompeten      | Sandra                     |
| 1996      | Crocodile Shoes II                          | Emma Shepperd              |
| 1998      | The Broker’s Man                            | Tracey Smeeton             |
| 1998–2002 | Playing the Field                           | Rita Dolan                 |
| 1999      | Silent Witness                              | Liz Davies                 |
| 2000      | Close and True                              | Maureen Taylor             |
| 2001      | Child in the Forest                         | Mam                        |
| 2001      | From Hell                                   | Ann Crook’s Mother         |
| 2001      | Hot Money                                   | Liz Hoodless               |
| 2001–2002 | NCS: Manhunt                                | DS Ruby Sparks             |
| 2003      | The Bill                                    | Marie Carver               |
| 2005      | The Afternoon Play                          | Bonnie Reilly              |
| 2005      | The Fugitives                               | Glenda Banks               |
| 2005      | Emmerdale                                   | Avril Kent                 |
| 2005      | The Brief                                   | Rennie Nicholson           |
| 2007      | Cape Wrath                                  | Brenda Ogilvie             |
| 2007      | Der Sternwanderer (Stardust)                | Ditchwater Sal             |
| 2007      | The Street                                  | Val Taylor                 |
| 2008      | White Girl                                  | Sonya                      |
| 2009      | Holby City                                  | Kathy Hewitt               |
| 2009      | The Thick of It                             | Julie Price                |
| 2010      | Joe Maddison’s War                          | Selina Rutherford          |
| 2011      | Candy Cabs                                  | Stella                     |
| 2011      | United                                      | Cissie Charlton            |
| 2011      | The Body Farm                               | Nicole Henderson           |
| 2011      | Merlin                                      | Mary Howden                |
| 2012      | Bedingungslos (Unconditional)               | Mum                        |
| 2012      | Twenty8k                                    | Elizabeth Fitch            |
| 2012–2015 | Waterloo Road                               | Maggie Croft/Maggie Budgen |
| 2013      | Hebburn                                     | Christine                  |
| 2014      | Cilla                                       | Big Cilla                  |
| 2015      | The Syndicate                               | Julie Travers              |
| 2015      | After Hours                                 | Liz Matthews               |
| seit 2015 | Coronation Street                           | Cathy Matthews             |